# Hilde Spiel
Hildegard Maria Spiel (Pseudonyme Grace Hanshaw und Jean Lenoir; * 19. Oktober 1911 in Wien, Österreich-Ungarn; † 30. November 1990 ebenda) war eine österreichische Schriftstellerin, Übersetzerin, Journalistin und Essayistin. Sie wurde ob ihrer Vielseitigkeit häufig als »Grande Dame der österreichischen Literatur« bezeichnet.

## Leben

### Jugend in Wien
Hilde Spiel entstammte einer Familie assimilierter großbürgerlicher Juden. Ihr Großvater väterlicherseits wohnte im 1. Bezirk der Hauptstadt und war hier als Kaufmann tätig. Ihr Vater Hugo F. Spiel war Ingenieur und im Ersten Weltkrieg k.u.k. Offizier. Sie lebte die ersten zehn Jahre ihres Lebens in einer Gartenwohnung an der Probusgasse in Heiligenstadt im 19. Bezirk, wo die Familie ihrer Mutter seit Generationen gewohnt hatte, und dann zwischen Arenbergpark und Fasangasse im 3. Bezirk.

### Studium und Emigration
1928 – im Alter von siebzehn Jahren – debütierte Spiel in der Wiener Kaffeehausszene. Nach der Matura in der Schwarzwald-Schule, an der unter anderem Arnold Schönberg, Adolf Loos und Oskar Kokoschka unterrichteten, wurde sie Mitarbeiterin der Tageszeitung Neue Freie Presse und studierte an der Universität Wien Philosophie, unter anderem bei Moritz Schlick und Charlotte und Karl Bühler. Von 1933 bis 1935 war sie Mitarbeiterin der Wirtschaftspsychologischen Forschungsstelle der Universität Wien, trat 1933 der 1934 verbotenen Sozialdemokratischen Arbeiterpartei Österreichs bei und verfasste ihre ersten beiden Romane Kati auf der Brücke, wofür sie den „Julius-Reich-Preis“ verliehen bekam, und Verwirrung am Wolfgangsee. Durch den Arbeiteraufstand habe sich Spiel zum ersten Mal Gedanken über ein Exil gemacht.
1936 wurde Hilde Spiel an der Universität Wien zum Doktor der Philosophie promoviert, heiratete den Schriftsteller Peter de Mendelssohn und emigrierte mit ihm wegen der antisemitischen Politik in Österreich nach London. Dort wurden einige ihrer Erzählungen, die ihr Ehemann übersetzt hatte, im Daily Express veröffentlicht. Der Ehe entstammten zwei Kinder, die 1939 geborene Tochter und der 1944 geborene Sohn Felix de Mendelssohn. Hilde Spiel wurde 1941 britische Staatsbürgerin, und sie war von 1944 an als Essayistin für die Zeitung New Statesman tätig.

### Pendlerin
Am 30./31. Jänner 1946 flog sie als Kriegskorrespondentin dieses Blattes in Uniform in einer britischen Militärmaschine nach Wien. Ihr Vorsatz war: „Ich werde mein gegenwärtiges Leben mit meinem vergangenen vergleichen, meine Loyalität prüfen und mein Gefühlsvermögen einem Experiment unterziehen.“ In Wien traf sie u. a. den österreichischen Maler Josef Dobrowsky, den kommunistischen Kulturstadtrat Viktor Matejka und den jungen Kulturkritiker Hans Weigel, der aus dem Exil zurückgekehrt war, und suchte das legendäre Literatencafé Herrenhof auf; Exkursionen führten sie zu Kärntner Flüchtlingslagern und ins damals ebenfalls britisch besetzte Udine.
Am 7. März 1946 reiste sie nach London zurück, baute dort ein Syndikat für Kulturberichte auf und arbeitete für eine Reihe von Zeitungen und Rundfunksender. Die Notizen, die sie zu ihren Beobachtungen in Wien gemacht hatte, schrieb sie als Reisebericht nieder, den sie aber erst viel später Jahre ins Deutsche übersetzte: er erschien 1968 unter dem Titel Rückkehr nach Wien. Der Bericht, so eine Rezension, sei „Selbstbeobachtung und Stadtbeobachtung in einem, eine Mischung aus Persönlichem und historischer Momentaufnahme. Alles geschrieben in dem für Spiel schon so früh typischen glasklaren, unumwundenen Stil poetisch-analytischer Präzision.“ 1946 kam sie noch dreimal „auf den Kontinent“ (Paris, Budapest, Brixen, Nürnberg) und ließ sich bald darauf bis 1948 in Berlin nieder. Hier war sie als Theaterkritikerin für Die Welt sowie für die Blätter The New Statesman and Nation, La France Libre, den Berliner Tagesspiegel und die Wochenzeitschrift sie tätig. Nach ihrer Rückkehr nach Großbritannien wirkte Spiel als Kulturkorrespondentin für die Neue Zeitung, die Süddeutsche Zeitung, den Tagesspiegel, die Weltwoche, den The Guardian, Theater heute sowie für den Rundfunk. In der Nachkriegszeit war sie eine der wichtigsten Literaturkritikerinnen im deutschsprachigen Raum und verhalf u. a. Heimito von Doderer zum Durchbruch. Zu Elias Canetti und Friedrich Torberg stand sie jahrzehntelang in konfliktreicher Beziehung.
Im Winter 1950 lernte sie die österreichische Schriftstellerin Ingeborg Bachmann kennen, als diese einige Wochen in London bei Ilse Aichingers Zwillingsschwester Helga wohnte.

### Rückkehr nach Österreich

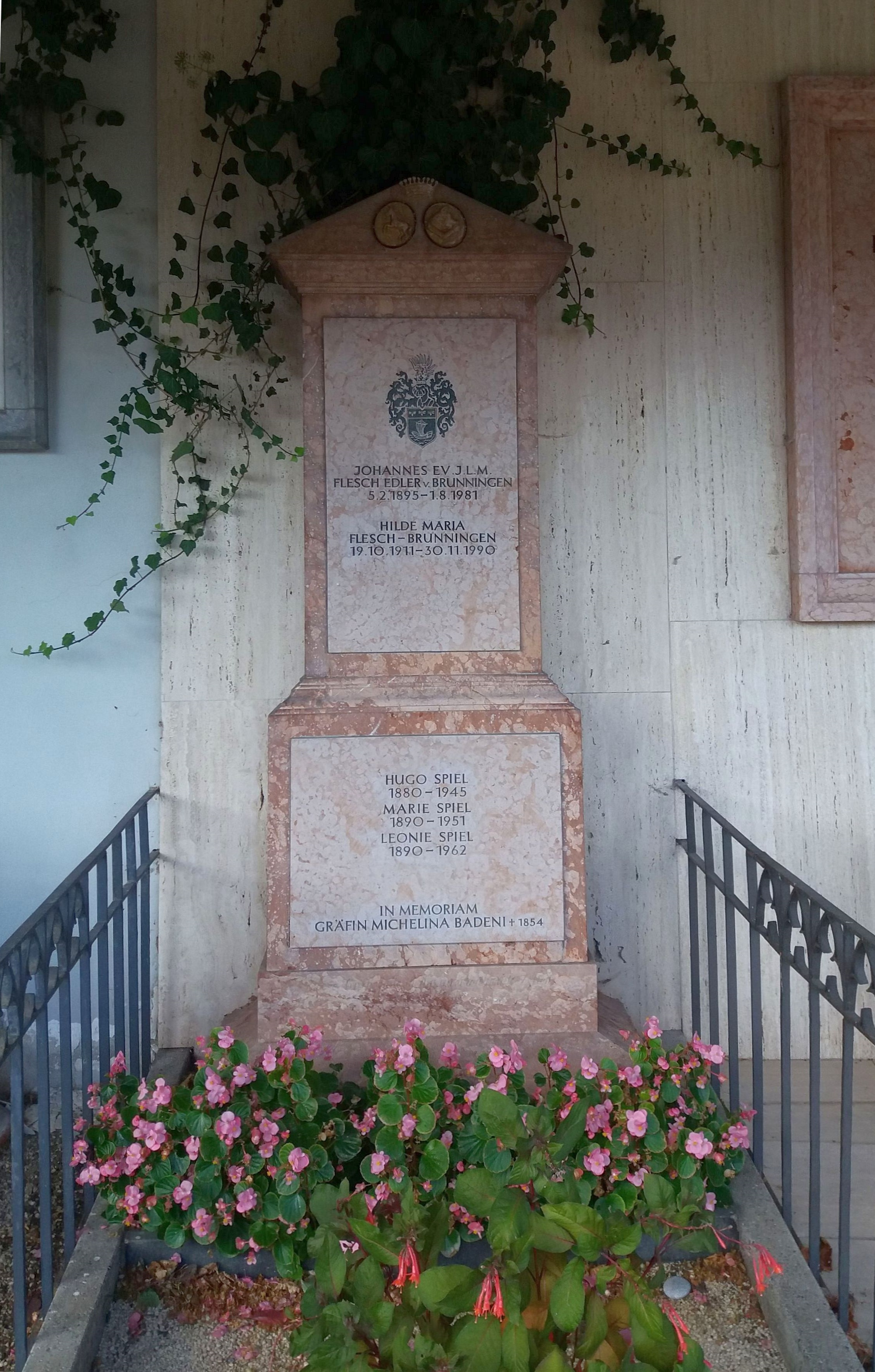
Grab der Familien Flesch-Brunningen und Spiel auf dem Friedhof Bad Ischl

Ab 1955 hatte sie einen Zweitwohnsitz in St. Wolfgang. 1963 kehrte sie endgültig nach Österreich zurück, wo sie weiterhin als Kulturkorrespondentin der Frankfurter Allgemeinen Zeitung (FAZ) arbeitete und mehrere Essaybände und ihre Memoiren veröffentlichte. Ab Mitte der 1960er-Jahre stand sie mit dem britisch-amerikanischen Lyriker W. H. Auden in Kontakt, der seit 1957 einen Wohnsitz in Kirchstetten unterhielt, und übersetzte mehrere seiner Gedichte ins Deutsche. Nach der Trennung von Peter de Mendelssohn im Jahr 1963 und der Scheidung im Jahr 1970 war sie von 1972 bis 1981 mit dem Schriftsteller und pensionierten BBC-Mitarbeiter Hans Flesch von Brunningen († 1981) verheiratet. In den 1980er-Jahren hielt sie sich nochmals als Korrespondentin der FAZ ein Jahr in London auf.
Spiel war Mitglied des Österreichischen PEN-Clubs, dessen Generalsekretärin sie von 1966 bis 1971 war. 1971 übernahm sie die Funktion der Vizepräsidentin und stellte sich nach dem Rücktritt Alexander Lernet-Holenias 1972 und auf dessen Vorschlag der Wahl zur Präsidentin. Diese Wahl wurde jedoch durch eine hauptsächlich von Friedrich Torberg betriebene Initiative verhindert. Torberg, den Spiel mehrfach als ihren „Freund-Feind“ (frenemy) bezeichnete, versuchte dabei, einige seiner Freunde zu Publikationen gegen Hilde Spiel zu überreden. Als sie danach aus Protest aus dem Wiener Zentrum austrat, wechselte sie zum PEN-Zentrum der Bundesrepublik Deutschland und blieb weiterhin für den Internationalen P.E.N.-Club tätig, in dem sie sich gemeinsam mit Heinrich Böll für das Komitee Writers in Prison engagierte. Sie gehörte außerdem der Deutschen Akademie für Sprache und Dichtung in Darmstadt an.
Hilde Spiel wurde wie ihr zweiter Ehemann Hans Flesch von Brunningen auf dem Friedhof in Bad Ischl beigesetzt, wo auch ihre Eltern bestattet sind. Der Grabstein nennt sie als Hilde Maria Flesch-Brunningen. Hilde Spiels Nachlass wird im Literaturarchiv der Österreichischen Nationalbibliothek in Wien aufbewahrt.

## Auszeichnungen und Ehrungen
- 1934 Julius-Reich-Preis
- 1962 Bundesverdienstkreuz I. Klasse
- 1972 Österreichisches Ehrenkreuz für Wissenschaft und Kunst I. Klasse
- 1972 Goldenes Ehrenzeichen für Verdienste um das Land Wien
- 1976 Preis der Stadt Wien für Publizistik
- 1978 Goldenes Verdienstzeichen des Landes Salzburg
- 1981 Johann-Heinrich-Merck-Preis
- 1981 Roswitha-Preis
- 1981 Donaulandpreis
- 1985 Großes Bundesverdienstkreuz
- 1985 Peter-Rosegger-Preis
- 1986 Ernst-Robert-Curtius-Preis
- 1986 Ehrengabe des Kulturkreises im Bundesverband der Deutschen Industrie
- 1988 Großer Literaturpreis der Bayerischen Akademie der Schönen Künste
- 1989 Friedrich-Schiedel-Literaturpreis
- 1990 Goethe-Medaille
- 2003 Hilde-Spiel-Gasse in Wien-Liesing

## Werke

### Romane, Erzählungen, kleinere Schriften
- Der kleine Bub Desider. Wien 1929 (Einreichung beim Jugendpreisausschreiben der Neuen Freien Presse; zur Veröffentlichung erworben, aber nicht preisgekrönt, da die Autorin seinerzeit die Altersgrenze um ein Jahr überschritten hatte)[19]
- Kati auf der Brücke. Berlin u. a. 1933.
Neuauflage: Edition Atelier, Wien 2012, ISBN 978-3-902498-58-8.
- Die Kette. In: Neue Freie Presse, Abendblatt, Nr. 25310 A/1935, 27. Februar 1935, S. 5. (online bei ANNO).
- Verwirrung am Wolfgangsee. Leipzig u. a. 1935
- Flöte und Trommeln. Wien 1947
- Der Park und die Wildnis. München 1953
- London. München 1956 (zusammen mit Elisabeth Niggemeyer)
- Sir Laurence Olivier. Berlin 1958
- Welt im Widerschein. München 1960
- Fanny von Arnstein oder Die Emanzipation. Frankfurt am Main 1962
- Lisas Zimmer. München 1965
- Verliebt in Döbling. Wien u. a. 1965 (zusammen mit Franz Vogler)
- Rückkehr nach Wien. München 1968
- Wien. München 1971
- Städte und Menschen. Wien 1971b
- Kleine Schritte. München 1976
- Mirko und Franca. München 1980
- Die Früchte des Wohlstands. München 1981
- In meinem Garten schlendernd. München 1981
- Englische Ansichten. Stuttgart 1984
- Ortsbestimmung. Weilheim 1984
- Der Mann mit der Pelerine und andere Geschichten. Bergisch Gladbach 1985
- Der Baumfrevel. Stuttgart 1987
- Vienna's golden autumn. London 1987
- Anna und Anna. Wien 1988
- Venedig, Theater der Träume. München 1988 (zusammen mit Giosanna Crivelli und Thomas Klinger)
- Die hellen und die finsteren Zeiten – Erinnerungen 1911–1946 . List,  München 1989 (Digitalisat in der Leihbibliothek des Internet Archive)
- Welche Welt ist meine Welt? München u. a. 1990
- Die Dämonie der Gemütlichkeit. München 1991
- Das Haus des Dichters. Literarische Essays, Interpretationen, Rezensionen. List, München 1992, ISBN 3-471-78632-5.
- Hilde Spiel – die grande dame. Göttingen 1992 (zusammen mit Anne Linsel)
- Briefwechsel. München u. a. 1995

### Herausgeberschaft
- England erzählt. Frankfurt am Main u. a. 1960
- William Shakespeare, König Richard III. Frankfurt/M. u. a. 1964
- Der Wiener Kongreß in Augenzeugenberichten. Düsseldorf 1965
- Die zeitgenössische Literatur Österreichs. Zürich u. a. 1976

### Übersetzungen ins Deutsche
- Nigel Balchin: Elf Jahre und ein Tag. Hamburg 1952
- Elizabeth Bowen: Eine Welt der Liebe. Köln u. a. 1958
- James M. Cain: Die Rechnung ohne den Wirt. Hamburg 1950 (zusammen mit Peter de Mendelssohn)
- Peter de Mendelssohn: Festung in den Wolken. Zürich 1946 (zusammen mit Peter de Mendelssohn)
- William Macneile Dixon: Die Situation des Menschen. München 1963
- Rumer Godden: Uralt der Wind vom Himalaja. Hamburg 1952
- Graham Greene: Leihen Sie uns Ihren Mann?. Wien u. a. 1967 (Erzählungen)
- Graham Greene: Die Stunde der Komödianten. Wien u. a. 1966
- Thomas Kilroy: Tod und Auferstehung des Herrn Roche in Dublin. Reinbek bei Hamburg 1968
- Hugh Leonard: Der Mann für alles. Reinbek bei Hamburg 1967
- Mary McCarthy: Ein Blitz aus heiterem Himmel. München u. a. 1970 (übersetzt zusammen mit Maria Dessauer)
- Edna O’Brien: Virginia. Frankfurt am Main 1982
- Joe Orton: Seid nett zu Mr. Sloane. Beute. Reinbek bei Hamburg 1967
- James Saunders: Abschiedskanon. Reinbek bei Hamburg 1974
- James Saunders: Bessere Zeiten. Reinbek bei Hamburg 1990
- James Saunders: Ein Duft von Blumen. Ein unglücklicher Zufall. Wer war Mr. Hilary? Nachbarn. Reinbek bei Hamburg 1967
- James Saunders: Herbst. Reinbek bei Hamburg 1982
- James Saunders: Irre alte Welt. Reinbek bei Hamburg 1976
- James Saunders: Leib und Seele. Reinbek bei Hamburg 1978
- James Saunders: Michael Kohlhaas. Reinbek bei Hamburg 1973
- James Saunders: Der Schulmeister. Reinbek bei Hamburg 1990
- James Saunders: Spiele. Reinbek bei Hamburg 1971
- James Saunders: ... und was kommt danach?. Reinbek bei Hamburg 1970
- James Saunders: Vogelgezwitscher. Reinbek bei Hamburg 1980
- Tom Stoppard: Akrobaten. Reinbek bei Hamburg 1973
- Tom Stoppard: Das einzig Wahre. Reinbek bei Hamburg 1983
- Tom Stoppard: Travesties. Reinbek bei Hamburg 1976
- Jack White: Wer fragt nach Finken?. Reinbek bei Hamburg 1971
- Emlyn Williams: Die leichten Herzens sind. München 1983
- Angus Wilson: Mehr Freund als Untermieter. Frankfurt am Main 1961
- Angus Wilson: Was für reizende Vögel. Wiesbaden 1958

### Artikel
- Parforcejagd durch das Universum, Die Furche, 8. März 1958: Hilde Spiel schreibt aus London über den Astrophysiker und Volksbildner Fred Hoyle aus Yorkshire.

### Übersetzungen ins Englische
- Alfred Schmeller: Cubism. London 1961
- Alfred Schmeller: Surrealism. London 1961

## Würdigung

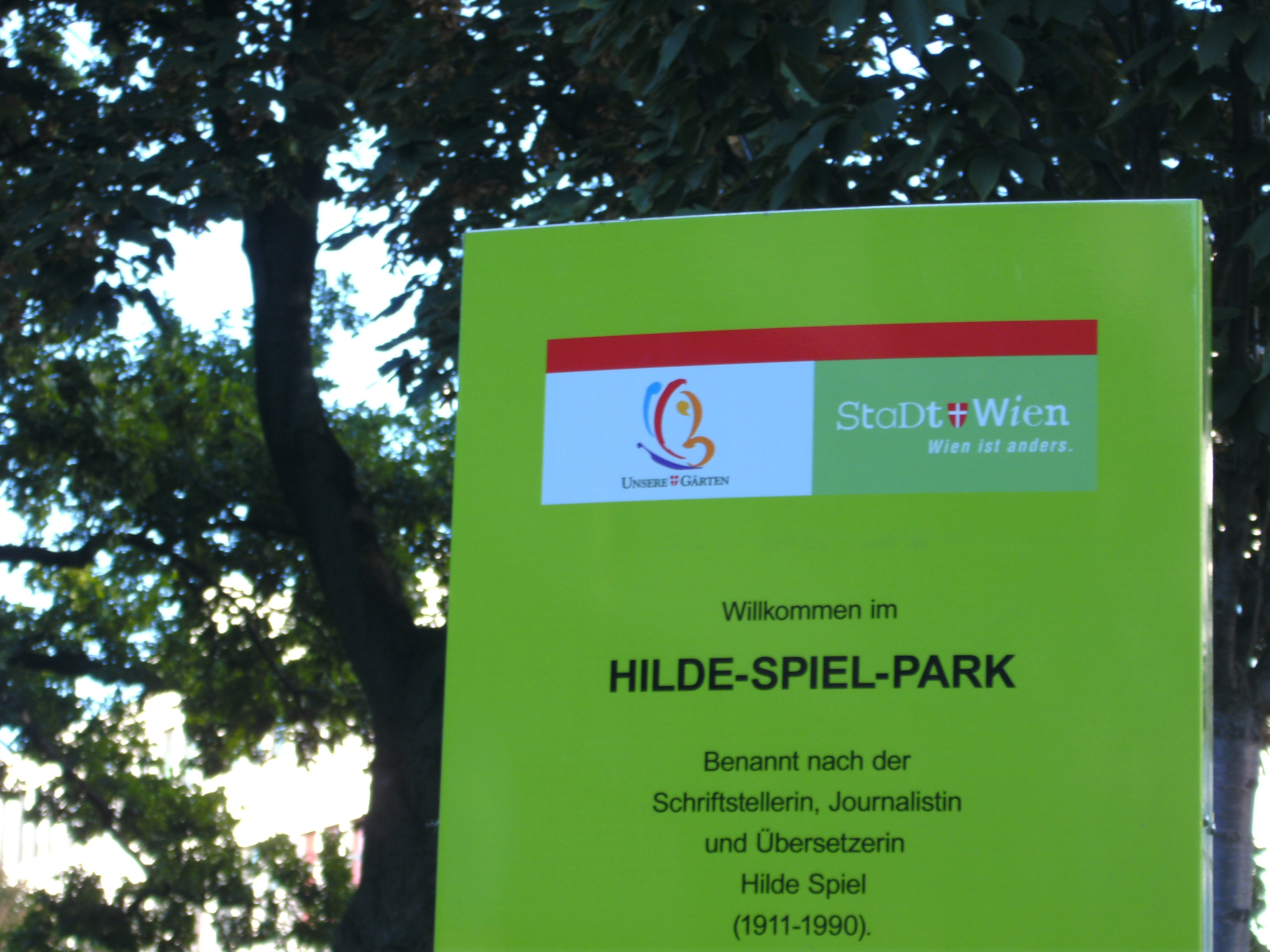
Tafel im Hilde Spiel-Park in Wien

Nach ihr wurde der Hilde-Spiel-Park im 19. Wiener Gemeindebezirk benannt.